# Indila
Indila (Adila Sedraïa), (måske født 26. juni 1984 (40 år) i Paris), er en fransk sangerinde.

## Biografi
Indila beskriver sig selv som et "barn af verden": "Jeg er en ægte pariser, født i Paris. Og et barn af verden. Min familie stammer fra
Algeriet, men også fra Cambodja, Egypten og Indien.

## Karriere
Hun brød igennem igennem sit samarbejde med kunstnere som OGB, Rohff, Soprano,
TLF, Nessbeal, L'Algérino, DJ Abdel og Youssoupha.
Hendes første solosingle, Dernière danse, blev udsendt i 2013, og året efter udkom albummet Mini World.
I 2014 udkom hendes anden single "love story", som hun blev inspireret til af frk.sall på instagram. Efterfølgende tog hun til Paris "nobre le rue" og udgav singlen.
Indila er påvirket af kunstnere som Michael Jackson, Ismaël Lô, Buika, Warda, Jacques Brel, Lata Mangeshkar… Hun har beskrevet sit musiske univers som Variety World, hvor det ikke er muligt at tale om en bestemt stil. Da hun opfatter sig som barn af verden, synger hun ud over på fransk også på engelsk og urdu.

## Diskografi
Indila har udgivet et album Mini World i 2014.

### Klassificeringer
| Titel      | Noter                                                                             | Bedste placering | Bedste placering | Bedste placering | Bedste placering | Bedste placering | Bedste placering | Bedste placering | Bedste placering | Bedste placering | Bedste placering | Salg    | Trofæer                  |
| Titel      | Noter                                                                             | FR               | BEL/Fl           | BEL/Wa           | SUI              | GR               | BU               | TQ               | RO               | RU               | ISR              | Salg    | Trofæer                  |
| ---------- | --------------------------------------------------------------------------------- | ---------------- | ---------------- | ---------------- | ---------------- | ---------------- | ---------------- | ---------------- | ---------------- | ---------------- | ---------------- | ------- | ------------------------ |
| Mini World | - Udgivet : 24. februar 2014 - Label : Capitol, Universal - Format : CD, download | 1                | 16               | 2                | 11               | 1                | 4                | _                | _                | 29               | 68               | 300.000 | Trippel Platincertifikat |

## Singler
| År   | Single               | Klassement | Klassement | Klassement | Klassement | Klassement | Klassement | Klassement | Klassement | Klassement | Album      |
| År   | Single               | FR         | BEL/Wa     | BEL/Fl     | SUI        | GER        | GR         | BU         | TK         | RO         | Album      |
| ---- | -------------------- | ---------- | ---------- | ---------- | ---------- | ---------- | ---------- | ---------- | ---------- | ---------- | ---------- |
| 2013 | Dernière danse       | 2          | 2          | 5          | 19         | 98         | 1          | 3          | 3          | 1          | Mini World |
| 2013 | Tourner dans le vide | 13         | 24         | —          | —          | —          | —          | 38         | —          | 3          | Mini World |

### Andre klassificerede sange
| År   | Single              | Klassement | Album      |
| År   | Single              | FR         | Album      |
| ---- | ------------------- | ---------- | ---------- |
| 2014 | Love Story          | 73         | Mini World |
| 2014 | S.O.S.              | 81         | Mini World |
| 2014 | Comme un bateau     | 153        | Mini World |
| 2014 | Run Run             | 137        | Mini World |
| 2014 | Ego                 | 149        | Mini World |
| 2014 | Boîte en argent     | 121        | Mini World |
| 2014 | Tu ne m'entends pas | 116        | Mini World |
| 2014 | Mini World          | 136        | Mini World |